# Joel Chandler Harris
Joel Chandler Harris (n. 9 decembrie 1845 - 3 iulie 1908) a fost un jurnalist și scriitor american.
A scris povestiri într-o manieră simplă și plină de umor, evocări de natură, legende și fabule inspirate din folclorul negrilor din SUA.

## Biografie
Harris a devenit cunoscut prin operele sale Uncle Remus; His Songs and His Sayings. The Folk-Lore of the Old Plantation. (1880), Nights with Uncle Remus (1881 & 1882), Uncle Remus and His Friends (1892), si Uncle Remus and the Little Boy (1905). Apare un articol despre el în ziarul „Atlanta Constitution”
care-l face popular prin accentul lui optimist despre relațiile dintre rasele de oameni. Eroii din romanele lui apar pe ecran în filmele de desene animate ale lui Walt Disney (Song of the South) sau ca musical.

## Opere mai cunoscute
- 1880:  Unchiul Remus. Cântecele și zicalele sale ("Uncle Remus. His Songs and His Sayings. The Folk-Lore of the Old Plantation")
- 1881/1882 Nopți cu unchiul Remus ("Nights with Uncle Remus")
- 1892: Unchiul Remus și prietenii săi ("Uncle Remus and His Friends")
- 1898: Povestiri din folclorul autohton ("Tales of the Home Folks")
- 1905: Unchiul Remus și băiețelul ("Uncle Remus and the Little Boy").